# ماريا لاسكارينا
ماريا لاسكارينا (حوالي.1206 - 24 يونيو أو 16 يوليو 1270)؛ كانت ملكة المجر القرينة من خلال زواجها من بيلا الرابع، هي ابنة ثيودور الأول لاسكاريس، إمبراطور نيقية وآنا آنجيلينا ابنة إمبراطور البيزنطي ألكسيوس الثالث أنجيلوس.

## حياتها
كانت ماريا شقيقة الصغرى لـ إيرين لاسكارينا الزوجة الأولى لإمبراطور يوحنا الثالث دوكاس فاتاتزس الوريث المعين من قبل والدهما في 1212، توفيت والدتها في نفس العام وشرع في الزواج من فيليبا من أرمينيا ثم من ماري دي كورتيناي، ومع ذلك لم تستطع آحداهما أنجاب الوريث بذلك بقى يوحنا الوريث المعين.
وكابنة الصغرى، لم يكن القصد زواج ماريا إضافة زوج محتمل في خط خلافة العرش، وبدلاً من ذلك حصلت على تحالف زوجي من مملكة المجر، وفي 1218 تزوجت من الأمير بيلا من المجر الابن البكر لـ أندراس الثاني ملك المجر وجيرترود من ميرانيا، كانا العروسين في أثنى عشر من العمر، وأيضا تحولت ماريا الكنيسة الكاثوليكية بعد أن هجرت الأرثوذكسية اليونانية دينها بالميلاد.
آندراس الثاني توفي 26 أكتوبر 1235 وخلفه زوجها كـ بيلا الرابع وبذلك أصبحت ماريا الملكة القرينة، سيطر بيلا على البلاد لمدة خمسة وثلاثين عاماً وتوفي في 3 مايو 1270 وماريا توفيت بعده بشهرين تقربياً.
خلال الغرو المغولي للمجر أُرسلت ماريا وأبنائها إلى حصن كليس جنباً إلى جنب مع العديد من النبيلات المجريات اللتان ترملنا من قبل التتار.

## الذرية
أنجبت ماريا لـ بيلا عشرة أبناء:-
1. مارغريت (حوالي.1220 - 20 أبريل 1242)؛ تزوجت من ويليام دي سان أومير.
2. القديسة كونيغوندا (5 مارس 1224 - 24 يوليو 1292)؛ وأيضا معروفة بـ كينغا، تزوجت من بوليسلاف، دوق بولندا العليا، وبعد وفاته أصبحت راهبة ورئيسة الدير، تم تقديسها من قبل البابا يوحنا بولس الثاني في 1999.
3. آنا (حوالي.1226 - بعد.1270)؛ تزوجت من روستيسلاف من سلافونيا.
4. كاثرين (1229 - 1242)؛ مات أثناء فرار عائلتها أعقاب معركة موهي.
5. إليزابيث (حوالي.1236 - 24 أكتوبر 1271)؛ تزوجت من هاينريش الثالث عشر، دوق بافاريا.
6. كونستانس (حوالي.1237 - بعد.1252)؛ تزوجت من ليو الأول من غاليسيا.
7. المطوبة يولاندا (حوالي.1238 - 1298)؛ تزوجت من بوليسلاف، دوق بولندا الكبرى، وفي وقت لاحق أصبحت راهبة ورئيسة الدير، تم إعلان ترشيحها كـ قديسة.
8. إسطفان الخامس ملك المجر (ديسمبر 1239 - 6 أغسطس 1272).
9. القديسة مارغريت (27 يناير 1242 - 18 يناير 1281)؛ سميت على اسم أُخت أكبر سناً، تم تقديسها في الكنيسة الكاثوليكية في 1943.
10. بيلا دوق سلافونيا، ودوق كرواتيا ودالماتيا (حوالي.1243 - 1269)؛ تزوج من كونيغوند من براندنبورغ.